# 265e régiment d'infanterie
Le 265e régiment d'infanterie (265e RI) est un régiment d'infanterie de l'Armée de terre française constitué en 1914 avec les bataillons de réserve du 65e régiment d'infanterie.
À la mobilisation, chaque régiment d'active créé un régiment de réserve dont le numéro est le sien plus 200.

## Création et différentes dénominations
- Août 1914 : 265e régiment d'infanterie

## Historique des garnisons, combats et batailles du265eRI

### Première Guerre mondiale

#### Affectation
61e division de réserve d'août 1914 à novembre 1918.

#### 1914

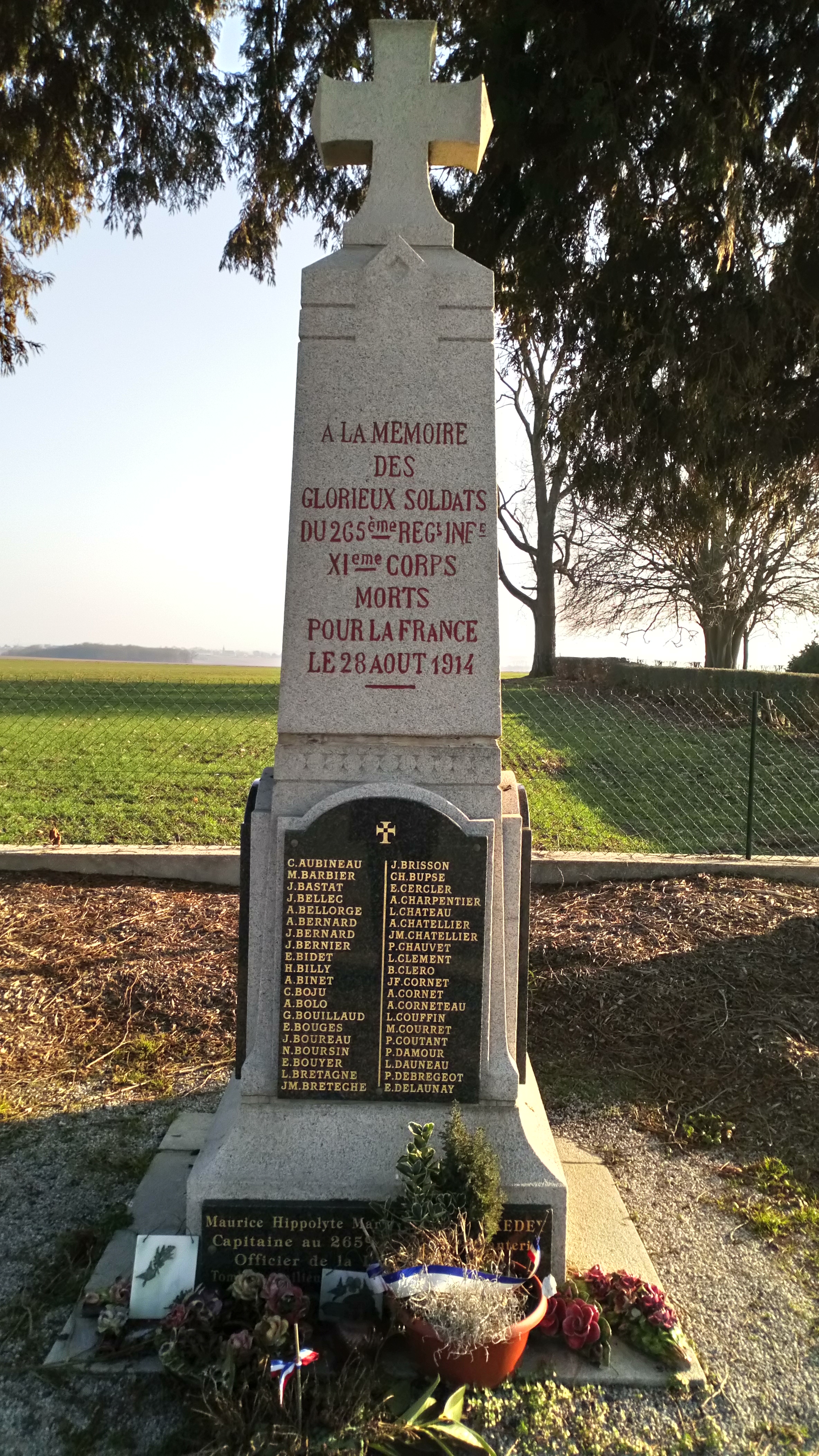
Monument aux morts du le 28 8 1914 à Guillemont.

- début août jusqu'au 25 août 1914 défense de la place forte de Paris.
- 5 septembre 1914 - 10 septembre 1914 : Bataille de l'Ourcq.
- octobre - décembre : secteur de l'Oise, Quennevières.

#### 1915
- toute l'année secteur de l'Oise.

#### 1916
- Le 3 juillet 1916, lors de la bataille de la Somme[1], le 265e régiment d'infanterie s'empare de Fay (Somme).
- septembre - décembre : secteur de l'Aisne, Vic-sur-Aisne.

#### 1917
- janvier - septembre : secteur de l'Oise, Noyon, Möy, Saint-Quentin.
- septembre - décembre : secteur du Chemin des Dames.

#### 1918
- janvier - avril : secteur de l'Aisne.
- 27 mai 1918 : Seconde bataille de la Marne, bataille de l'Aisne

### Seconde Guerre mondiale

#### Drôle de guerre
Le 265e régiment d'infanterie est l'un des trois régiments d'infanterie de la 61e division d'infanterie (XLIe corps d'armée de forteresse, 9e armée). Cette division doit, selon ce qui sera décidé lors d'une éventuelle attaque allemande en Belgique, défendre la Meuse entre Vireux-Molhain et Anchamps (hypothèse Dyle) ou défendre la position de résistance nationale Rocroi – Signy-l'Abbaye (hypothèse Escaut). Préparant l'un des deux cas, le 265e est chargé d'organiser la position de résistance nationale.

## Drapeau
Il porte, cousues en lettres d'or dans ses plis, les inscriptions suivantes :
- La Marne 1914
- La Somme 1916
- L'Aisne 1918

La fourragère aux couleurs de la Croix de guerre 1914-1918 lui est décernée le 4 novembre 1918.

## Personnages célèbres ayant servi au265eRI
BLIN Jean fait prisonnier à Hirson croix de Guerre 1939-1945

### Sources et bibliographie
1. ↑  « Estrée Deniécourt pendant la bataille de la Somme en juillet 1916 », sur chtimiste.com (consulté le 10 avril 2023).
2. ↑  Jean-Yves Mary, Le corridor des Panzers : Par delà la Meuse 10 - 15 mai 1940, t. I, Bayeux, Heimdal, 2009, 462 p. (ISBN 978-2-84048-270-3 et 2-84048-270-3), p. 30-31.
3. ↑  Décision no 12350/SGA/DPMA/SHD/DAT du 14 septembre 2007 relative aux inscriptions de noms de batailles sur les drapeaux et étendards des corps de troupe de l'armée de terre, du service de santé des armées et du service des essences des armées, Bulletin officiel des armées, no 27, 9 novembre 2007

- Joachim du Plessis de Grenédan, Le 265e régiment d'infanterie, récit d'un témoin, Nantes, imp. H. Landry, 1917, 33 p. (lire en ligne).